# The Call of the Wild (1908)
The Call of the Wild é um filme mudo de 1908, do gênero aventura em curta-metragem estadunidense, escrito e dirigido por D. W. Griffith. Cópias do filme sobrevivem na Livraria do Congresso dos Estados Unidos.
Apesar de sua semelhança no título, o filme não tem relação com a obra de Jack London.

## Elenco
- Charles Inslee
- Harry Solter
- Florence Lawrence
- George Gebhardt
- John R. Cumpson
- Mack Sennett
- Arthur Johnson
- Claire McDowell